# Vasconien
Le Vasconien est un faciès du Moustérien final caractérisé par la présence de hachereaux. Il a été défini par François Bordes à partir d'industries du sud-ouest de la France et du nord de l'Espagne.

## Définition et interprétations
Le Vasconien a été défini par F. Bordes en 1953 :
« Nous forgeons ce nouveau terme pour un faciès très spécial du Moustérien, celui qui se rencontre en Pays basque à l’abri Olha (couche inférieure) et au Castillo (couche alpha, supérieure). Il se caractérise par la présence de hachereaux sur éclats, ou éclats Olha, forme fréquente en Afrique, mais que nous ne connaissons pas en France au Nord de Sauveterre-la-Lémance. »
Selon F. Bordes, ce faciès présente des caractéristiques proches d’un Moustérien de type Quina (appelé aussi Charentien), avec un indice de racloir faible, des denticulés relativement nombreux, une utilisation du débitage Levallois et surtout la présence de hachereaux :
« Tout se passe comme si une industrie de type Castillo-béta avait reçu une infusion passagère de technique Levallois et de typologie africaine. »
La présence de hachereaux dans le Moustérien du Pays basque et des Monts cantabriques a donc pour F. Bordes une signification culturelle et traduit des contacts avec l’Afrique du Nord.
La présence de Vasconien a été proposée pour des sites de Cantabrie tels que la grotte Morin, le Castillo (dates de - 43,3±2,9 ka et - 39,3±1,5 ka par C14 SMA), le Pendu (El Pendo) et des Pyrénées-Atlantiques tels qu'Isturitz et l'abri Olha.
L'unité du Vasconien en tant que faciès culturel a été contestée à partir de l'étude typologique des industries lithiques concernées.
L.G. Freeman a successivement opté pour une attribution des séries vasconiennes au Moustérien à denticulés ou au Moustérien Charentien (El Pendo, El Castillo c. alpha) , au Moustérien de Tradition Acheuléenne (El Pendo, grotte Morín c. 16 et 17) ou au Moustérien de tradition Acheuléenne riche en racloirs (El Castillo c. alpha, grotte Morín c. 15)  puis au Moustérien typique riche en racloirs (El Pendo XIII) . En définitive, selon cet auteur, les différences entre ensembles moustériens n’ont qu’une signification fonctionnelle et le faciès vasconien ne peut être considéré comme une entité indépendante.